# Jay Scott
Pour les articles homonymes, voir Scott et Papineau.
 (mars 2025).
La mise en forme du texte ne suit pas les recommandations de Wikipédia : il faut le « wikifier ».
Les points d'amélioration suivants sont les cas les plus fréquents. Le détail des points à revoir est peut-être précisé sur la page de discussion.
- Les titres sont pré-formatés par le logiciel. Ils ne sont ni en capitales, ni en gras.
- Le texte ne doit pas être écrit en capitales (les noms de famille non plus), ni en gras, ni en italique, ni en « petit »…
- Le gras n'est utilisé que pour surligner le titre de l'article dans l'introduction, une seule fois.
- L'italique est rarement utilisé : mots en langue étrangère, titres d'œuvres, noms de bateaux, etc.
- Les citations ne sont pas en italique mais en corps de texte normal. Elles sont entourées par des guillemets français : « et ».
- Les listes à puces sont à éviter, des paragraphes rédigés étant largement préférés. Les tableaux sont à réserver à la présentation de données structurées (résultats, etc.).
- Les appels de note de bas de page (petits chiffres en exposant, introduits par l'outil «  Source ») sont à placer entre la fin de phrase et le point final[comme ça].
- Les liens internes (vers d'autres articles de Wikipédia) sont à choisir avec parcimonie. Créez des liens vers des articles approfondissant le sujet. Les termes génériques sans rapport avec le sujet sont à éviter, ainsi que les répétitions de liens vers un même terme.
- Les liens externes sont à placer uniquement dans une section « Liens externes », à la fin de l'article. Ces liens sont à choisir avec parcimonie suivant les règles définies. Si un lien sert de source à l'article, son insertion dans le texte est à faire par les notes de bas de page.
- La présentation des références doit suivre les conventions bibliographiques. Il est recommandé d'utiliser les modèles {{Ouvrage}}, {{Chapitre}}, {{Article}}, {{Lien web}} et/ou {{Bibliographie}}. Le mode d'édition visuel peut mettre en forme automatiquement les références.
- Insérer une infobox (cadre d'informations à droite) n'est pas obligatoire pour parachever la mise en page.

Pour une aide détaillée, merci de consulter Aide:Wikification.
Si vous pensez que ces points ont été résolus, vous pouvez retirer ce bandeau et améliorer la mise en forme d'un autre article.
Jay Scøtt, de son vrai nom Pier-Luc Jean Papineau, est un auteur, compositeur, interprète originaire de Terrebonne, au Québec. Il est lauréat de trois Prix Félix aux 44e gala de l'ADISQ en 2022. Sa musique, un mélange entre le rap et le folk, fait l’éloge de son quotidien, amenant des textes touchants aux mélodies accrocheuses. Pour lui, écrire des chansons constitue un "mécanisme de défense" afin d'extérioriser certains sentiments ou émotions. À ses yeux, écrire de la musique est comme écrire un livre ou un film, soit un mélange entre réalité et fiction.

## Carrière
Papineau commence sa carrière musicale au début des années 2010 en se produisant comme rappeur sous le nom de scène PL3, avec qui il a sorti les albums Stockholm en 2017 et Un chevreuil en 2018, et a participé au concours Francouvertes en 2018 en duo avec Smitty Bacalley,. Il a également sorti l'EP solo EM0G0D en 2018.
Pendant ce temps, il a également sorti un certain nombre de démos orientées folk sur YouTube et Patreon, atteignant une popularité plus large lorsque le rappeur FouKi sort un remix collaboratif de sa chanson Copilote en 2020. La chanson est devenue un grand succès radiophonique et Jay Scøtt sort l'album Ses plus grands succès, compilant plusieurs de ses chansons YouTube et Patreon dont Copilote, en fin 2021. 
En 2022, il enchaîne avec Rap Queb Vol. 1, un album de reprises d'autres chansons significatives du hip-hop québécois.
En 2023, il sort un album collaboratif intitulé Clay Scott avec Mike Clay, du groupe Clay and Friends,. Cet album a été réalisé sur une période de trois ans et a été sorti sans préavis ni campagne de promotion, prônant l'authenticité.
En 2024, l'auteur-compositeur-interprète Jay Scøtt fait déjà grand bruit avec son deuxième album de chansons originales : Toutes les rues sont silencieuses. L’autodidacte, qui a connu des débuts modestes, a collaboré avec nul autre que Richard Desjardins.

## Vie personnelle
Jay Scøtt est en couple avec la créatrice de contenu Rosemarie Santerre, aussi co-animatrice du podcast 5@7.

## Prix et distinctions
Aux 44e Gala de l'ADISQ, en 2022, Copilote remporte le Félix de la chanson de l'année et vidéo de l'année, et Ses plus grands succès remportent le prix de l'album folk de l'année. Jay Scøtt est également nommé pour la révélation de l'année, et Ses plus grands succès est nommé pour l'album le plus vendu de l'année.